# 芭姓
芭姓是中國现代的罕见姓氏，該姓氏的起源不詳(可能從巴)，但在台灣的鄧獻鯨所編的《中国姓氏集》與和中國大陸陳文宮所編的《新编千家姓》里都有收入該姓氏。